# Al-Nassr Football Club
Pour les articles homonymes, voir Al Nasr.
Maillots
Actualités
Dernière mise à jour : 20 mai 2025.
Al-Nassr Football Club (en arabe : نادي النصر لكرة القدم), plus couramment abrégé en Al-Nassr, est un club de football saoudien, fondé en 1955 et basé à Riyad.
Al-Nassr est l'un des clubs les plus titrés d'Arabie saoudite, avec 27 titres au niveau de toutes les compétitions. Le club joue ses matchs à domicile au Stade KSU.
Au niveau national, le club a remporté neuf titres de Saudi Pro League, six Coupes du Roi des champions, trois Coupes d'Arabie saoudite, trois Coupes de la Fédération d'Arabie saoudite et deux Supercoupes d'Arabie saoudite. Au niveau international, Al-Nassr a remporté deux Coupes du Golfe des clubs champions (1996 et 1997), puis réalise le doublé en remportant la même année la Supercoupe d'Asie et la Coupe d'Asie des vainqueurs de coupe (1998).
Le Saoudien Majed Abdullah est le joueur le plus capé avec 240 matchs d'Al-Nassr et le meilleur buteur avec 359 buts.

## Histoire du club

### Débuts et triomphes (1955-1989)
Al-Nassr est créé en 1955 par Zeid Bin Mutlaq Al-Ja'ba Al-Dewish Al-Mutairi. L'entraînement a eu lieu dans une ancienne cour de récréation à Gashlat Al-Shortah, à l'ouest du jardin Al-Fotah, où se trouvaient un petit terrain de football et une petite pièce pour ranger les ballons et les maillots. Outre les frères Al-Ja'ba, Ali et Issa Al-Owais ont été parmi les premiers à travailler au club.
Le club a fonctionné comme club amateur jusqu'en 1960, date à laquelle il a été officiellement enregistré auprès de la Présidence générale de la protection de la jeunesse. C'est à cette époque que le prince Abdulrahman bin Saud est devenu le chef d'Al-Nassr. Al-Nassr a débuté en deuxième division de la ligue. Ils ont été promus en première division en 1963. Au cours des années 1970 et 1980, le club a remporté quatre titres de Saudi Professional League, six Coupes du Roi des champions, trois Coupes d'Arabie saoudite et trois Coupes de la Fédération d'Arabie saoudite. Le succès de l'équipe s'est construit autour du « Saudi Golden Trio » composé de Majed Abdullah, Fahd Al-Herafy et Mohaisn Al-Jam'aan.

### Époque des années 1990 (1989-2002)
Dans les années 1990, Al-Nassr remporte deux autres titres de Saudi Professional League, une Coupe du Roi des champions et une Coupe de la Fédération d'Arabie saoudite. Ils ont également du succès dans plusieurs tournois internationaux, remportant deux Coupes du Golfe des clubs champions, une Coupe d'Asie des vainqueurs de coupe et une Supercoupe d'Asie.
En tant que champion de la Supercoupe d'Asie, Al-Nassr représente la région de la Confédération asiatique de football (AFC) lors de la première Coupe du monde des clubs de la FIFA (CMC) disputée au Brésil en 2000. Dans la compétition, Al-Nassr a joué contre le SC Corinthians Paulista, le Real Madrid CF et le Raja Club Athletic, et a terminé 3e en le groupe. Al-Nassr a remporté le prix Fair Play de la compétition.

### Revers (2003-2007)
Après la retraite du « Saudi Golden Trio », Al-Nassr connaît des revers majeurs. Lors de la saison 2006-2007, le club n'évite la relégation que lors de la dernière journée de la saison, ce qui incite les membres honoraires du club à entamer un plan efficace à long terme, pour révolutionner la direction et les membres de l'équipe.

### Retour aux compétitions (2014-2022)
Après une refonte majeure du staff technique, Al-Nassr remporte la Coupe de la Fédération d'Arabie saoudite 2008 contre ses rivaux de la ville, Al-Hilal. Le club termine troisième lors de la saison 2009-2010 en obtenant une qualification pour la Ligue des champions de l'AFC pour la saison suivante. Lors de la saison 2011-2012, Al-Nassr se voit participer à la finale de la Coupe du Roi des champions, pour finir deuxième, et en 2012-2013, Al-Nassr a poursuivi ses pas réguliers vers le géant saoudien qu'il était autrefois, où il a atteint la finale de la Coupe d'Arabie saoudite, seulement pour perdre contre Al-Hilal aux tirs au but.
Lors de la saison 2013-2014, Al-Nassr atteint finalement son objectif à long terme qui est de revenir sur les scènes de couronnement, en remportant un doublé impressionnant contre ses rivaux de la ville d'Al-Hilal dans les différentes compétitions saoudiennes. L'équipe se qualifie ensuite pour la Ligue des champions de l'AFC 2015 à la suite de cet exploit étonnant. Au cours de la saison 2014-2015, Al-Nassr continue à défendre le titre de champion en titre, en remportant la Saudi Professional League et en atteignant la finale de la Coupe du Roi des champions, ainsi qu'en se qualifiant pour la demi-finale de la Coupe d'Arabie saoudite. L'identité d'un champion de retour persiste toujours dans les salles du club.
Au cours de la saison 2018-2019, Al-Nassr remporte une nouvelle fois la Saudi Professional League. En plus de se qualifier pour les demi-finales de la Coupe du Roi des champions et les quarts de finale de la Ligue des champions de l'AFC. En 2020 et 2021, Al-Nassr se voit remporter successivement la Supercoupe d'Arabie saoudite, battant les clubs d'Al-Taawoun et d'Al-Hilal.

### Changement de dimension: recrutement de superstars des championnats européens (depuis 2023)
Le 30 décembre 2022, le légendaire attaquant Cristiano Ronaldo, quintuple ballon d'or et considéré comme l'un des meilleurs joueurs de l'histoire, paraphe un contrat de deux ans et demi avec Al-Nassr,,. Selon plusieurs sources, le salaire de Cristiano Ronaldo à Al-Nassr s'élèverait à environ 200 millions de dollars par an, si l'on tient compte des accords commerciaux, ce qui, s'il est confirmé, serait le plus gros salaire de l'histoire du sport,,.
Cependant, Al-Nassr termine la saison 2022-2023 à la deuxième place du championnat avec 67 points derrière Al-Ittihad,,, et ne remporte aucun trophée. Meilleur buteur du club sur cette saison avec 20 buts, Talisca termine à la deuxième place du classement des meilleurs buteurs du championnat saoudien tandis que Cristiano Ronaldo, avec 14 buts, parvient à terminer à la cinquième place alors même qu'il est arrivé à la mi-saison. Lors de cette saison, Al-Nassr se fait éliminer en demi-finale de la Supercoupe d’Arabie saoudite par Al-Ittihad. En Coupe du Roi des champions, Al-Nassr est battu également en demi-finale par Al-Wehda.
Lors du mercato estival de 2023, Al-Nassr cherche à renforcer son effectif et recrute des joueurs majeurs issus des meilleurs championnats européens tels que Sadio Mané, Marcelo Brozović, Alex Telles, Aymeric Laporte, Otávio ou encore Seko Fofana. L'arrivée de ces superstars permet à l'équipe d'insuffler un nouveau souffle : l'équipe parvient à remporter la Coupe arabe des clubs champions le 12 août 2023 face à Al-Hilal FC malgré deux cartons rouges concédés (victoire 2-1), notamment grâce à un doublé de Cristiano Ronaldo, qui termine meilleur buteur de la compétition avec six buts.

## Palmarès du club
| Compétitions nationales (23) | Compétitions internationales (5) |
| - Championnat d'Arabie saoudite (9) : - Champion : 1974-1975, 1979-1980, 1980-1981, 1988-1989, 1993-1994, 1994-1995, 2013-2014, 2014-15 et 2018-2019. - Vice-champion : 1976-1977, 1977-1978, 1978-1979, 1990-1991, 2000-2001, 2022-2023 et 2023-2024. - Coupe du Roi des champions (6) : - Vainqueur : 1974, 1976, 1981, 1986, 1987 et 1990. - Finaliste : 1967, 1971, 1973, 1989, 2012, 2015, 2016, 2020 et 2024. - Coupe d'Arabie saoudite (3) : - Vainqueur : 1972-1973, 1973-1974 et 2013-2014. - Finaliste : 1990-1991, 1995-1996, 2012-2013 et 2016-2017. - Coupe de la Fédération d'Arabie saoudite (3) : - Vainqueur : 1975-1976, 1997-1998 et 2007-2008. - Finaliste : 1993-1994, 2000-2001 et 2008-2009. - Supercoupe d'Arabie saoudite (2) : - Vainqueur : 2019 et 2020. - Finaliste : 2014 et 2015. | - Ligue des champions de l'AFC : - Finaliste : 1995. - Coupe d'Asie des vainqueurs de coupe (1) : - Vainqueur : 1997-1998. - Finaliste : 1991-1992. - Supercoupe d'Asie (1) : - Vainqueur : 1998. - Coupe arabe des clubs champions (1) : - Vainqueur : 2023. - Coupe du Golfe des clubs champions (2) : - Vainqueur : 1996 et 1997. - Finaliste : 2008. - Coupe arabe des vainqueurs de coupe : - Finaliste : 2000. - Supercoupe arabe : - Finaliste : 2001. |

## Personnalités du club

### Présidents du club
Le tableau suivant présente la liste des présidents du club depuis 1955.
| Rang | Nom                           | Période   |
| ---- | ----------------------------- | --------- |
| 1    | Zeid Al-Ja'ba                 | 1955-1956 |
| 2    | Ahmed Abdullah Ahmed          | 1956-1960 |
| 3    | Mohammed Asaad Al-Wehaibi     | 1960      |
| 4    | Mohammed Ahmed Al-Odaini      | 1960      |
| 5    | Abdul Rahman bin Saud Al Saud | 1960-1969 |

| Rang | Nom                             | Période   |
| ---- | ------------------------------- | --------- |
| 6    | Sultan bin Saud                 | 1969-1975 |
| 7    | Abdul Rahman bin Saud Al Saud   | 1975-1997 |
| 8    | Faisal bin Abdulrahman bin Saud | 1997-2000 |
| 9    | Abdul Rahman bin Saud Al Saud   | 2000-2005 |
| 10   | Mamdoh Bin Abdulrahman Bin Saud | 2005-2006 |

| Rang | Nom                             | Période   |
| ---- | ------------------------------- | --------- |
| 11   | Faisal bin Abdulrahman bin Saud | 2006-2009 |
| 12   | Faisal bin Turki bin Nasser     | 2009-2017 |
| 13   | Musalli Al-Muammar              | 2017-     |

### Entraîneurs du club
Le tableau suivant présente la liste des entraîneurs du club depuis 1962
| Rang | Nom                 | Période               |
| ---- | ------------------- | --------------------- |
| 1    | Ahmed Al-Joker      | 1960-1962             |
| 2    | Ahmied Abdullah     | 1962-1965             |
| 3    | Lamaat Qatna        | 1966-1967             |
| 4    | Abdulmajid Tarnah   | 1967-1969             |
| 5    | Hassan Sultan       | 1969-1970             |
| 6    | Zaki Osman          | 1971                  |
| 7    | Mimi Abdulmajid     | 1972                  |
| 8    | Hassan Khairi       | 1973-1974             |
| 9    | Mahmoud Abu Rojeila | 1975                  |
| 10   | Vivas               | 1976                  |
| 11   | Ljubiša Broćić      | 1977-1979             |
| 12   | Chico Formiga       | 1980-1981             |
| 13   | Mário Zagallo       | 1981                  |
| 14   | Francisco Sarno     | 1983                  |
| 15   | José Chira          | 1983                  |
| 16   | Carpergiani         | 1983-1984             |
| 17   | Robert Herbin       | 1985-1986             |
| 18   | Billy Bingham       | 1987-1988             |
| 19   | Joel Santana        | 1988-1989             |
| 20   | Yousef Khamis       | 1989                  |
| 21   | Claudio Deorati     | 1990                  |
| 22   | Nasser al-Johar     | 1990-1991             |
| 23   | Dragoslav Šekularac | 1992                  |
| 24   | Qadies              | 1992-1993             |
| 25   | Nasser al-Johar     | 1993                  |
| 26   | Majed Abdullah      | 1993                  |
| 27   | Jean Fernandez      | 1993-1994             |
| 28   | Henri Michel        | 1995                  |
| 29   | Jean Fernandez      | sept. 1995-févr. 1996 |
| 30   | Ilie Balaci         | 1996-1997             |

| Rang | Nom                | Période              |
| ---- | ------------------ | -------------------- |
| 31   | Dimitar Penev      | 1997                 |
| 32   | Dušan Uhrin        | 1997-1998            |
| 33   | Jean Fernandez     | janv. 1998-juin 1998 |
| 34   | Dutra              | 1998-1999            |
| 35   | Procópio Cardoso   | 1999                 |
| 36   | Milan Živadinović  | 2000                 |
| 37   | Yousef Khamis      | 2000                 |
| 38   | Artur Jorge        | 2000-2001            |
| 39   | Héctor Núñez       | août 2001-déc. 2001  |
| 40   | Salih Al-Mutlaq    | 2001                 |
| 41   | Jorge Habegger     | 2001-2002            |
| 42   | Julio Asad         | 2002-2003            |
| 43   | Ljubiša Tumbaković | juil. 2003-déc. 2003 |
| 44   | Mircea Rednic      | 2004                 |
| 45   | Mohsen Saleh       | 2004                 |
| 46   | Dimitar Dimitrov   | 2004-2005            |
| 47   | Mariano Barreto    | 2005-2006            |
| 48   | Khalid Al-Koroni   | 2006                 |
| 49   | Yousef Khamis      | 2006                 |
| 50   | Artur Jorge        | 2006                 |
| 51   | Jorge Habegger     | juil. 2006-mai 2007  |
| 52   | Ednaldo Patrício   | 2007                 |
| 53   | Foeke Booy         | 2007                 |
| 54   | Julio Asad         | 2007                 |
| 55   | Rodion Gačanin     | 2008                 |
| 56   | Edgardo Bauza      | févr. 2009-juin 2009 |
| 57   | Jorge da Silva     | 2009-mai 2010        |
| 58   | Walter Zenga       | mai 2010-déc. 2010   |
| 59   | Dragan Skočić      | janv. 2011-mai 2011  |
| 60   | Gustavo Costas     | juil. 2011-nov. 2011 |

| Rang | Nom                        | Période               |
| ---- | -------------------------- | --------------------- |
| 61   | Ali Kmeikh                 | nov. 2011-déc. 2011   |
| 62   | Francisco Maturana         | déc. 2011-sept. 2012  |
| 63   | José Daniel Carreño        | sept. 2012-mai 2014   |
| 64   | Raúl Caneda                | mai 2014-oct. 2014    |
| 65   | Jorge da Silva             | nov. 2014-oct. 2015   |
| 66   | René Higuita (intérim)     | oct. 2015             |
| 67   | Fabio Cannavaro            | oct. 2015-févr. 2016  |
| 68   | René Higuita (intérim)     | févr. 2016            |
| 69   | Raúl Caneda                | févr. 2016-2016       |
| 70   | Zoran Mamić                | 2016-jan. 2017        |
| 71   | Patrice Carteron           | fév. 2017-juin 2017   |
| 72   | Ricardo Gomes              | juil. 2017-sept. 2017 |
| 73   | Gustavo Quinteros          | 2017-2018             |
| 74   | Hélder Cristóvão (intérim) | 2018-2019             |
| 75   | Rui Vitória                | 2019-2020             |
| 76   | Alen Horvat                | 2020-2021             |
| 77   | Mano Menezes               | 2021                  |
| 78   | Pedro Emanuel              | 2021                  |
| 79   | Miguel Ángel Russo         | 2021-2022             |
| 80   | Rudi Garcia                | 2022-2023             |
| 81   | Dinko Jeličić              | 2023                  |
| 82   | Luís Castro                | 2023-2024             |
| 83   | Stefano Pioli              | 2024-2025             |

## Identité du club
An-Nassr est le terme arabe signifiant « victoire ». S'il existe de nombreux clubs portant le même nom, comme ceux d'Oman (Al Nasr Sports, Cultural and Social Club), du Koweït (Al Nasr Sporting Club), du Bahreïn (Al-Nasr SC), des Émirats arabes unis (Al Nasr Sports Club) et de la Libye (Al Nasr Benghazi), le club saoudien a été néanmoins été le premier à adopter ce nom.
Le logo du club représente la carte de l'Arabie avec les couleurs jaune et bleu. Le jaune symbolise le sable des étendues désertiques d'Arabie, et le bleu représente l'eau des mers entourant la péninsule. Récemment, l'ancien logo a été remplacé par une version « plus moderne », mais est encore fortement influencé par l'ancien logo du club. Le nouveau logo ne représente que l'équipe de football tandis que le vieux logo représente le club sportif dans son ensemble.

### Logos

1973-2009
2009-2011
2011-2020
2020-2024
2024-2025
Depuis 2025.